# Луїза Герліх
Луїза Герліх (нім. Luisa Görlich)  — німецька  стрибунка з  трампліна, чемпіонка світу.  
Золоту медаль чемпіонки світу Герліх  здобула у складі німецької команди в командних змаганнях на нормальному трампліні на   світовій першості 2023 року, що проходила у словенській Планиці.